# Бэктон (Норфолк)
Бэктон — деревня и гражданский приход в графстве Норфолк, Англия. Он находится на побережье Норфолка, примерно в 20 километров (12 миль) к юго-востоку от Кромера, 40 километров (25 миль) к северо-западу от Грейт-Ярмута и в 30 километров (19 миль) к северу от Нориджа. Помимо деревни Бэктон, в состав округа входят близлежащие поселения Бэктон-Грин, Брумхольм, Кесвик и Поллард-стрит. Он также включает Эдингторп, который был добавлен к гражданскому приходу Бэктона в соответствии с «Приказом о пересмотре графства Норфолк» в 1935 году.
Приморская деревня, название которой происходит от «фермы/поселения Бакки», расположена на побережье Северного Норфолка между Мандесли (пляж, отмеченный голубым флагом) и Уолкоттом, Норфолк. Бэктон известен своими очень тихими песчаными пляжами, где можно прогуляться по берегу и скалам. Через деревню проходит тропа побережья Англии, а также дальняя пешеходная дорожка Пастон-Уэй, соединяющая Кромер и Норт-Уолшем.

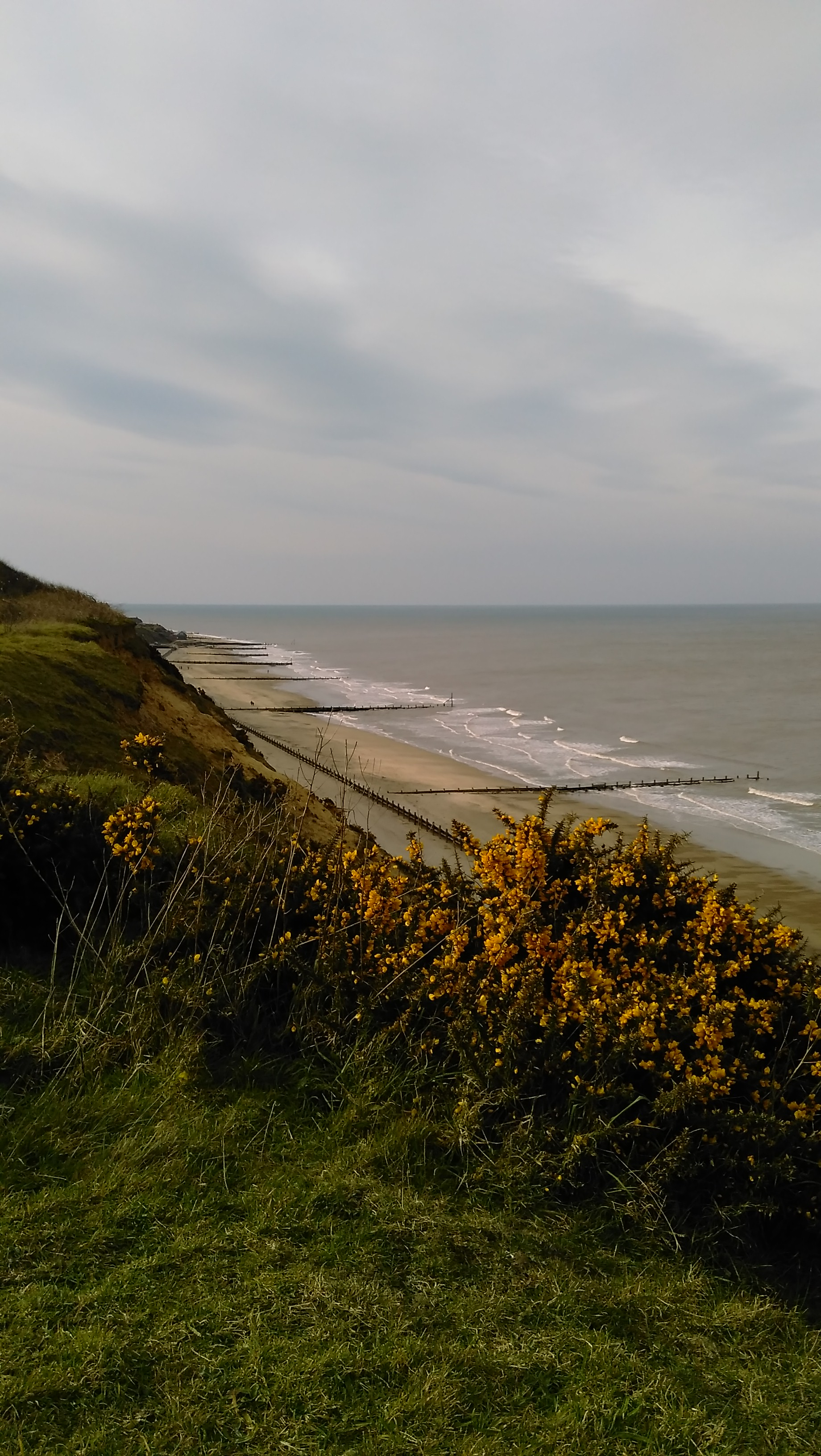
Бэктон Бич

На востоке прихода можно найти разрушенный монастырь Клуниак Бромхольм.
Гражданский приход имеет площадь 9,45 квадратного километра (3,6 кв. миль), а по переписи 2001 года население составляло 1130 человек в 474 домашних хозяйствах, а по переписи 2011 года население увеличилось до 1194 человек. В плане местного самоуправления, приход относится к округу Северный Норфолк.
Инфраструктура посёлка: деревенский магазин, гостиница, два кафе, китайский ресторан и шашлычная, а также площадка для отдыха. Кроме того, есть несколько стоянок для караванов и поместья, состоящие из частных дачных домиков, дающих отдыхающим доступ к пляжу. Во время Первой мировой войны поблизости также располагался аэродром RAF Bacton.

## Береговая эрозия
Деревня и прилегающая береговая линия имеют обширную защиту от моря, возведённую для предотвращения береговой эрозии. Часть этой морской стены в соседнем Уолкотте, была повреждена во время штормового нагона в декабре 2013 года, в результате чего были повреждены несколько шале и домов на колёсах.
К северу от Бэктона находится деревня Пэстон, где расположен газовый терминал Бэктона. В июле 2019 года началась засыпка почти двух миллионов кубометров песка для образования искусственной дюны длиной 6-километров (4 миль). Сооружение стоимостью 20 миллионов фунтов стерлингов защитит газовый терминал, а также деревни Бэктон и Уолкотт. Ожидается, что морские защитные сооружения будут защищать этот район от 15 до 20 лет.

## Бэктонский газовый терминал

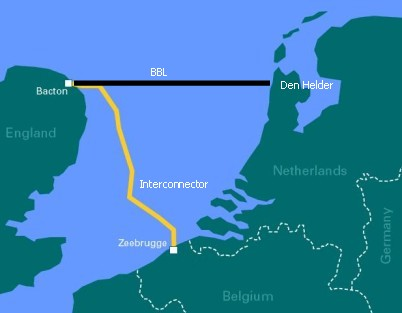
Трубопровод BBL

Бэктонский газовый терминал является одним из концов газопровода, соединяющего Англию с Нидерландами. Трубопровод проходит от компрессорной станции на газовом заводе Balgzand в Ден-Хелдере, Северная Голландия, до прибрежного терминала недалеко от Бэктона. Его начали закладывать в июле 2006 года, а 1 декабря 2006 года он вступил в строй.